# Agnieszka Woźniak-Starak
Agnieszka Woźniak-Starak de domo Szulim, primo voto Badziak (ur. 15 kwietnia 1978 w Warszawie) – polska dziennikarka, prezenterka radiowa i telewizyjna, osobowość medialna.

## Życiorys
Urodziła się i wychowała w Warszawie, gdzie ukończyła studia na Wydziale Dziennikarstwa i Nauk Politycznych Uniwersytetu Warszawskiego i podyplomowe studium w Akademii Telewizyjnej Telewizji Polskiej. Zdobyła także licencjat w zakresie dziennikarstwa radiowego w Wyższej Szkole Komunikowania i Mediów Społecznych w Warszawie. Pracowała jako sekretarka w Warner Bros Poland.
W latach 2003–2004 była związana z Radiową Jedynką – pracowała w Redakcji Magazynów Informacyjnych i Dzienników oraz prowadziła poranną audycję Obudź się. W latach 2005–2012 pracowała w Telewizji Polskiej; od 22 maja 2005 do grudnia 2009 była gospodarzem oprawy dnia w TVP1, gdzie prowadziła również program Kawa czy herbata?. Była także konferansjerką podczas Krajowych Festiwali Piosenki Polskiej w Opolu, które organizowała TVP1. Od stycznia 2010 do grudnia 2012 była związana z TVP2, gdzie prowadziła programy: Pytanie na śniadanie (2010–2012), A normalnie o tej porze (2011) i Bitwa na głosy (2012). Wystąpiła także w jednym z odcinków serialu Apetyt na życie (2010).
W 2013 rozpoczęła współpracę z Grupą TVN, dla której prowadziła programy: Dzień dobry TVN (wakacje 2013 i 2014), Aplauz, aplauz! (2015) i Azja/Ameryka Express (2016–2018) oraz magazyn show-biznesowy Na językach (2013–2016), a także programy emitowane przez TVN Style (Stylowy magazyn, Szalone Tokio) i TVN 7 (Big Brother Arena). Wystąpiła także jako gość specjalny w finałowym odcinku pierwszej edycji programu Project Runway (2014). Od czerwca 2012 do czerwca 2013 była redaktorką naczelną magazynu o ekologii „e!stilo”. Równolegle w latach 2012–2013 współprowadziła z Kubą Wojewódzkim poranną audycję Zwolnienie z WF-u w Esce Rock. Była redaktorką naczelną portalu Zpazurem.pl. Była producentką wykonawczą reportażu dokumentującego kulisy powstania filmu Ukryta gra (2019).
Po tragicznej śmierci męża w sierpniu 2019 wycofała się z mediów. W marcu 2020 wróciła do pracy, prowadząc audycję Life Balance dla newonce.radio, a od września tego samego roku do czerwca 2023 współprowadziła z Ewą Drzyzgą poranny program Dzień dobry TVN. W latach 2023–2024 współtworzyła z Gabi Drzewiecką kanał na YouTube pod nazwą trójkąt poświęcony wywiadom. Współprowadziła piętnastą i szesnastą edycję talent show TVN Mam talent! (2024–2025), a także prowadziła koncerty i festiwale organizowane przez TVN. Od kwietnia 2024 jest jedną z prowadzących program Onet Rano. W czerwcu 2025 poinformowała o zakończeniu współpracy z TVN.

## Życie prywatne
6 września 2008 w kościele św. Anny w Wilanowie wyszła za motocyklistę wyścigowego Adama Badziaka, z którym rozstała się w 2012, a trzy lata później sąd orzekł rozwód pary. Na początku września 2015 podczas „Balu Nocy Letniej” Fundacji TVN zaręczyła się z producentem filmowym i przedsiębiorcą Piotrem Woźniakiem-Starakiem, za którego wyszła 27 sierpnia 2016 w Wenecji. Pozostała żoną Woźniaka-Staraka do jego śmierci 18 sierpnia 2019, która nastąpiła w wyniku wypadku na jeziorze Kisajno na Mazurach. Od 2020 pozostaje w nieformalnym związku z restauratorem Maciejem Pasikowskim.

## Kontrowersje
W maju 2012 podczas jednego z wydań programu Pytanie na śniadanie w TVP2 prof. Mariusz Jędrzejko powiedział widzom, że dziennikarka przyznała mu się za kulisami do palenia marihuany, a po jej zaprzeczeniu zarzucił jej, że „łże na antenie publicznej”. Kierownictwo TVP2 skierowało tę sprawę do Akademii Telewizyjnej TVP „w celu dokonania analizy warsztatowej i profesjonalnej”. Dyrektor stacji Jerzy Kapuściński w czerwcu 2012 pisemnie pouczył dziennikarkę w związku z incydentem.
12 lutego 2014 media poinformowały o rzekomym pobiciu dziennikarki przez piosenkarkę Dodę po zakończeniu gali Niegrzeczni 2014 w jednym z chorzowskich klubów. Powodem napaści miały być tematy poruszane w programie Na językach dotyczące m.in. nieślubnej córki ojca Dody. Szulim złożyła przeciwko Dodzie pozew sądowy, oskarżając ją o napaść. Doda zaprzeczyła oskarżeniom i zasugerowała, że to ona została przez nią pobita. Rabczewska również skierowała sprawę na drogę sądową. Sąd Apelacyjny w Warszawie w październiku 2016 uchylił wyrok sądu I instancji, argumentując że Doda naruszyła nietykalność cielesną dziennikarki jedynie poprzez oblanie jej z pistoletu na wodę, a według sądu „za grożenie pistolecikiem nie można karać pracami społecznymi”. Szulim w grudniu 2017 została uniewinnione w sprawie o naruszenie nietykalności cielesnej Dody.

## Osiągnięcia
| Rok  | Nagroda/Plebiscyt                                               | Kategoria             | Rezultat    | Źródło |
| ---- | --------------------------------------------------------------- | --------------------- | ----------- | ------ |
| 2013 | Telekamery 2013                                                 | Osobowość telewizyjna | Nominacja   | [ 37 ] |
| 2013 | Serce dla Zwierząt                                              | –                     | Nominacja   | [ 38 ] |
| 2015 | 50 najbardziej wpływowych celebrytów („Wprost”)                 | –                     | 27. miejsce | [ 39 ] |
| 2015 | #Style Hashtag Award                                            | Ikona stylu           | Wygrana     | [ 40 ] |
| 2016 | Telekamery 2016                                                 | Osobowość telewizyjna | Nominacja   | [ 41 ] |
| 2018 | Gwiazdy Plejady                                                 | Gwiazda Stylu         | Nominacja   | [ 42 ] |
| 2022 | ELLE Style Awards                                               | Ikona stylu           | Wygrana     | [ 43 ] |
| 2022 | #Hasztagi Roku                                                  | Stylowy Influencer    | Wygrana     | [ 44 ] |
| 2022 | 100 najcenniejszych kobiecych marek osobistych („Forbes Women”) | –                     | 37. miejsce | [ 45 ] |
| 2023 | 100 najcenniejszych kobiecych marek osobistych („Forbes Women”) | –                     | 41. miejsce | [ 46 ] |
| 2023 | Jupitery Roku                                                   | Stylowa gwiazda roku  | Nominacja   | [ 47 ] |
| 2024 | 100 najcenniejszych kobiecych marek osobistych („Forbes Women”) | –                     | 32. miejsce | [ 48 ] |
| 2025 | 100 najcenniejszych kobiecych marek osobistych („Forbes Women”) | –                     | 76. miejsce | [ 49 ] |